# Mlado vino
Mlado vino je proizvod u procesu dozrijevanja vina. O mladom vinu govorimo kad je završio proces fermentacije. Šećer je provrio u potpunosti ili do nekog željenog stupnja, pa u vinu imamo ostatak neprevrelog šećera. Šećer koji je provrio pretvara se u alkohol (etilni alkohol) i ugljični dioksid.
Mlado vino mora se zaštititi od oksidacije. Zaštićujemo ga dolijevanjem i primjerenim sumporenjem. Primjerenijim sumporenjem i temperaturom postižemo biološku stabilizaciju. 
Prvim pretokom skida se vino s taloga kvasca. Mlado je vino neskladna mirisa i okusa prije prvog pretakanja. Prvim pretokom možemo ukloniti sumporovodik koji je čest kod mladih vina, ali prije toga moramo dodati vinobrana ili sumpovin. Bitno je prozračiti vino pri pretakanju, a ako neugodni miris nismo uklonili, moramo pribjeći drugim metodama uklanjanja. Vrijeme za pretakanje možemo odrediti kalendarski, a to je obično od sredine studenog do kraja siječnja. Pravi trenutak procjenjujemo laboratorijskom analizom, a tko nema laboratorij, može organoleptičkom analizom, to jest okusom. Prvi put pretačemo kad je gotovo alkoholno vrenje i kad se mlado vino pročisti, odnosno kad se stalože sve netopive tvari i nečistoće. Mlado vino ne rješava se neskladna mirisa i okusa odmah nakon pretakanja, nego je isti miris i okus još neko vrijeme nazočan.
Prvo put pretačemo najčešće u studenome. Za to se mora prvo dogoditi tiho vrenje kojemu je nužna temperatura 16-18 °C da bi prevreli posljednji ostataka šećera, pogotovo kod vina s većim sadržajem ukupnih kiselina radi usporednog uspješnog završavanja tzv. jabučno-mliječnog vrenja. Prvi pretok slijedi dva do tri tjedna nakon tihog vrenja. 
Kemijski gledano, vino mora provrijeti bez ostataka šećera odnosno biti unutar dopuštenih intervala za šećer i octenu kiselinu (hlapljivu kiselinu) i proces malolaktičkog vrenja, to jest proces razgradnje jabučne kiseline. Jabučna kiselina se javlja u vinu uz vinsku i limunsku kiselinu. Nije lijepa okusa, a javlja se kod obrade nezrela grožđa, pa se kod nepovoljnih berba prvi pretok odgađa. Tako postižemo da se prirodnim putem jabučna kiselina razgradi u blažu, mliječnu kiselinu. Ovom postupku ne smijemo pristupiti svaki put. Kad su godine kad su moštovi odnosno mlado vino ne sadrži dovoljno ukupnih kiselina, nije poželjno da se jabučna kiselina biološki razgradi, nego nastojimo što ranije mlado vino otočiti s drožđa.
Kod mladog vina mora se paziti da ne ostane neprevrela šećera, jer ono može biti uzrok raznim problemima, poput neželjenih bolesti kao što je mliječno-kiselo vrenje (zavrelica). Šećer vinski kvasci čuvaju u svojim stanicama. 
Ostane li neprovrela šećera u vinu nakon pretakanja, nismo riješili problem vrenja, jer i zaostali šećer može provreti, jer ima kvasaca koji djeluju i na nižim temperaturama. Ako se to dogodi, vino se muti. 
Važan element u obradi mladog provrelog vina jest praćenje razine soli vinske kiseline ("birse" - tartarata, "vinskoga kamena"). Pretačemo ga tek nakon što se prirodnim putem završilo taloženje soli vinske kiseline. Za to je potrebno ostaviti mlado vino blizu tjedan dana temperaturi ispod -5°C. Tradicijski se ovo postiže u hladnim podrumima i otvaranjem prostorija za zimskih smrzavica, a industrijski u vinarijama ovo se može u rashladnim uređajima ili dodatkom metavinske kiseline.
Dogodi li se da se vremenski oduži vrenje i uz to mlado vino zadrži slatkoću, to je znak da nešto nije u redu s procesom te je potrebno ispitati vino.